# Couin
Couin je francouzská obec v departementu Pas-de-Calais v regionu Hauts-de-France. V roce 2014 zde žilo 106 obyvatel.

## Poloha obce
Obec leží u hranic departementu Pas-de-Calais s departementem Somme.
Sousední obce jsou: Bus-lès-Artois (Somme), Coigneux (Somme), Hénu, Pas-en-Artois, Saint-Léger-lès-Authie (Somme) a Souastre.

## Vývoj počtu obyvatel
Počet obyvatel